# Uwe Stock
Uwe Stock es un deportista de la RDA que compitió en judo. Ganó una medalla de plata en el Campeonato Europeo de Judo de 1970, en la categoría de –93 kg.

## Palmarés internacional
| Campeonato Europeo | Campeonato Europeo    | Campeonato Europeo | Campeonato Europeo |
| Año                | Lugar                 | Medalla            | Categoría          |
| ------------------ | --------------------- | ------------------ | ------------------ |
| 1970               | Berlín Oriental (RDA) | Medalla de plata   | –93 kg             |